# 안다만 제어
안다만 제어(영어: Andamanese languages)는 인도의 안다만제도에서 사용되는 여러 언어들을 분류하는 편의상의 제어(諸語) 분류로, 서로 친연관계가 확인되지 않은 별개의 두 어족이 속하며, 센티넬어는 연구된 바가 없어 친연관계가 불명확하다. 원래 단일의 유의미한 어족일 것으로 추정되었으나 많은 학자들이 대안다만어족과 옹간어족 간의 계통적 관계성에 의문을 제기하면서 정설이 되어 있지는 않다.

## 분류

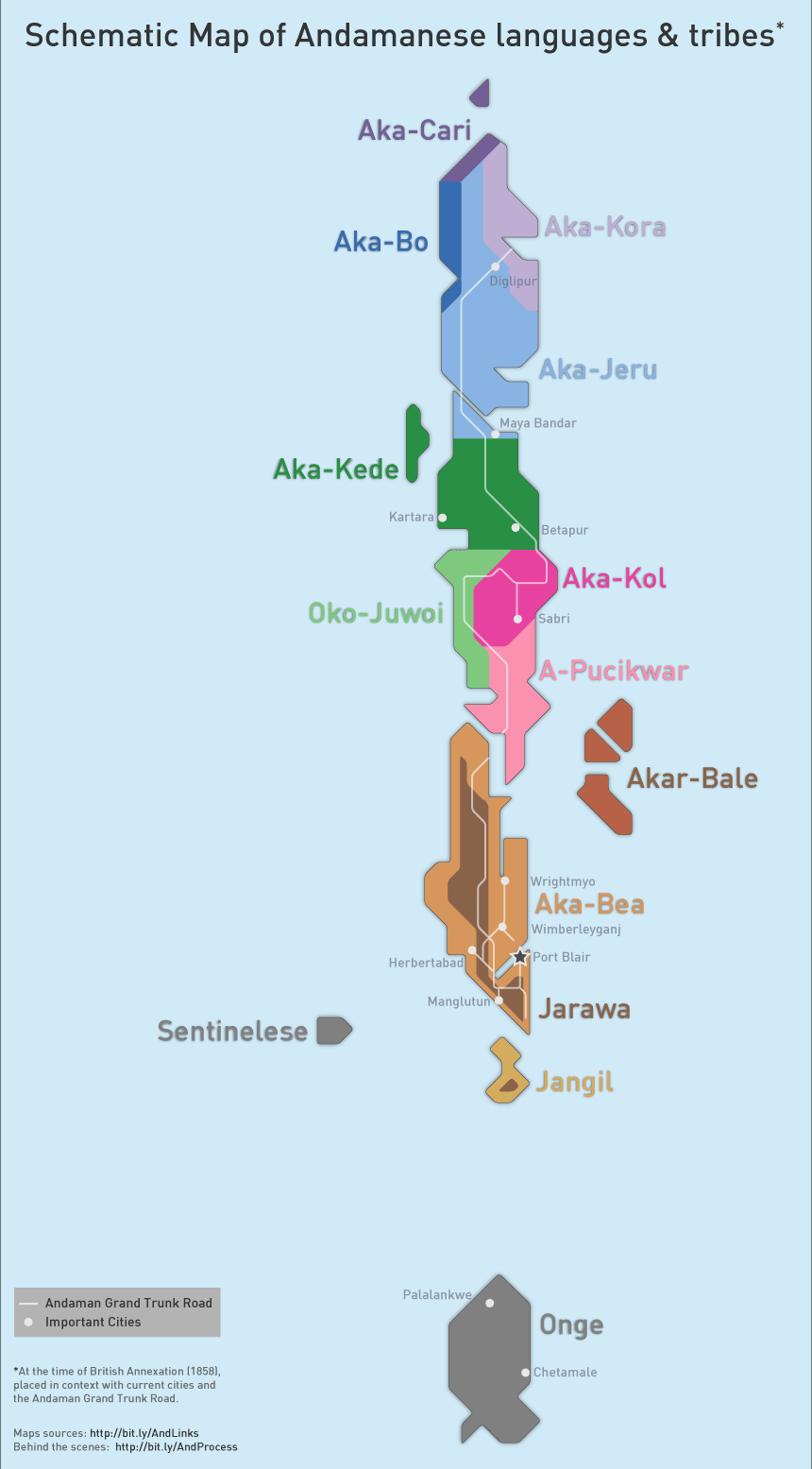
(과거) 안다만계 언어 및 부족의 분포를 그린 개략도

크게 대안다만어족과 옹게어족이라는 두 명확한 어족으로 나뉜다. 둘 사이의 연관성은 불명확하다.
- 대안다만어족(Great Andamanese languages): 대안다만 제도에서 사용되던 언어들로, 근현대에 들어 인구의 격감과 원주민의 민족 정체성의 상실로 개별 언어는 모두 사멸하였으며, 살아남은 언어들도 Aka-Jeru를 중심으로 하여 서로 통합되어 새로운 공통어가 형성되었다. 약 50명이 사용하는 것으로 추정되나, 대부분은 힌디어를 사용할 줄 안다.
  - 북부어군
    - Aka-Cari
    - Aka-Kora
    - Aka-Jeru
    - Aka-Bo

  - 중부어군
    - Aka-Kede
    - Aka-Kol
    - A-Pucikwar
    - Oko-Juwoi

  - 남부어군
    - Aka-Bea
    - Aka-Bole
- 옹게어족(Ongan languages): 안다만 제도의 남부의 제도에서 사용되며, 대안다만어족에 비해 모어 화자를 보존하고 있는 편이나 그럼에도 화자수는 감소하고 있다.
  - 자라와어(Jarawa): 약 300명의 자라와족이 사용한다.
  - 옹게어(Onge): 약 100명의 옹게족이 사용한다.
  - 장길어(Jangil)†
- 센티넬어(Sentinelese language)?: 약 100명 내외인 센티넬족이 사용할 것으로 보인다. 북센티널섬의 외부로부터의 단절로 언어는 보존되고 있는 것으로 추정되나 명확한 연구가 이루어져 있지 않다.

## 같이 보기
- 니코바르어파